# 하트 오브 스톤
《하트 오브 스톤》(영어: Heart of Stone)은 2023년 공개된 미국의 첩보 액션 스릴러 영화로, 톰 하퍼가 감독을 맡았다.

## 출연
- 갈 가도트 - 레이철 "나인 오브 하츠" 스톤 역
- 제이미 도넌 - 파커 역
- 소피 오커네이도 - 노매드 / "킹 오브 하츠" 역
- 마티아스 슈바이크회퍼 - 잭 하트 역
- BD 웡 - "킹 오브 클럽스" 역
- 알리아 바트 - 케야 다완 역
- 아치 머데퀘이 - 아이보 역
- 혼 코르타하레나 - 금발 역
- 글렌 클로스 - "킹 오브 다이아몬즈" 역
- 마크 이바니어 - "킹 오브 스페이즈" 역